# Bussenahalli, Channagiri
Bussenahalli là một làng thuộc tehsil Channagiri, huyện Davanagere, bang Karnataka, Ấn Độ.